# Bacsinszky Tímea
Bacsinszky Tímea (Lausanne, 1989. június 8. –) magyar származású olimpiai ezüstérmes visszavonult svájci teniszezőnő.
2004–2021 közötti profi pályafutása során négy WTA-tornát nyert egyéniben, párosban ötször aratott győzelmet. Emellett egy páros WTA 125K-, valamint 13 egyéni és 14 páros ITF-tornán sikerült győznie. A világranglistán a legjobb helyezése egyéniben a kilencedik hely volt, amelyet 2016. május 16-án ért el, párosban 2011. január 31-én a 36. helyen állt.
A Grand Slam-tornákon a legjobb eredményét egyéniben a 2015-ös és a 2017-es Roland Garroson érte el, amelyeken az elődöntőbe jutott, párosban 2010-ben és 2018-ban a 3. körig ért a US Openen. A 2016-is riói olimpián párosban Martina Hingisszel ezüstérmet szerzett.
2004–2019 között volt Svájc Fed-kupa-válogatottjának tagja, mely idő alatt 53 mérkőzést játszott. 2016-ban és 2017-ben szerepelt az elődöntőt játszó csapatban.
Mindkét szülője magyar, akik már az ő születése előtt Svájcba emigráltak, s ott ismerkedtek össze. Édesanyja Debrecenből, édesapja a partiumi Szatmár megyéből származik. Három testvére van, a szülők elváltak. Magyarul, franciául, angolul, németül és olaszul beszél. Hároméves korában kezdett el teniszezni.
2021. július 16-án jelentette be, hogy visszavonul a profi pályafutástól.

## WTA-döntői

### Egyéni

#### Győzelmei (4)
| Összesítés           |                        |
| Grand Slam-torna (0) |                        |
| Tier I (0)           | Premier Mandatory* (0) |
| Tier II (0)          | Premier Five* (0)      |
| Tier III (0)         | Premier* (0)           |
| Tier IV (0)          | International* (4)     |
| Tier V (0)           | Challenger* (0)        |

* 2009-től megváltozott a tornák rendszere. Challenger tornákat 2012-től rendeznek.
 Az egymás mellett azonos színnel jelölt tornatípusok között nincs teljes mértékű megfelelés.
| No. | Dátum             | Helyszín                                           | Borítás    | Ellenfél a döntőben | Eredmény      |
| 1.  | 2009. október 25. | BGL Luxembourg Open, Luxembourg                    | Kemény (f) | Sabine Lisicki      | 6–2, 7–5      |
| 2.  | 2015. február 28. | Abierto Mexicano Telcel, Acapulco                  | Kemény     | Caroline Garcia     | 6–3, 6–0      |
| 3.  | 2015. március 9.  | Monterrey Open, Monterrey                          | Kemény     | Caroline Garcia     | 4–6, 6–2, 6–4 |
| 4.  | 2016. április 30. | Grand Prix de SAR La Princesse Lalla Meryem, Rabat | Salak      | Marina Eraković     | 6–2, 6–1      |

#### Elveszített döntői (3)
| No. | Dátum             | Helyszín                               | Borítás | Ellenfél a döntőben | Eredmény |
| 1.  | 2010. július 25.  | Nürnberger Gastein Ladies, Bad Gastein | Salak   | Julia Görges        | 1–6, 4–6 |
| 2.  | 2015. január 10.  | Shenzhen Open, Sencsen                 | Kemény  | Simona Halep        | 2–6, 2–6 |
| 3.  | 2015. október 11. | China Open, Peking                     | Kemény  | Garbiñe Muguruza    | 5–7, 4–6 |

### Páros

#### Győzelmei (5)
| Összesítés           |                        |
| Grand Slam-torna (0) |                        |
| Tier I (0)           | Premier Mandatory* (0) |
| Tier II (0)          | Premier Five* (0)      |
| Tier III (0)         | Premier* (1)           |
| Tier IV (0)          | International* (4)     |
| Tier V (0)           | Challenger* (0)        |

* 2009-től megváltozott a tornák rendszere. Challenger tornákat 2012-től rendeznek.
 Az egymás mellett azonos színnel jelölt tornatípusok között nincs teljes mértékű megfelelés.
|    | Dátum             | Torna                                       | Borítás    | Partner          | Ellenfelek a döntőben                     | Eredmény a döntőben |
| 1. | 2010. július 11.  | Budapest Grand Prix, Budapest               | Salak      | Tathiana Garbin  | Sorana Cîrstea Anabel Medina Garrigues    | 6–3, 6–3            |
| 2. | 2010. július 18.  | ECM Prague Open, Prága                      | Salak      | Tathiana Garbin  | Monica Niculescu Szávay Ágnes             | 7–5, 7–6(4)         |
| 3. | 2010. október 24. | BGL Luxembourg Open, Luxembourg             | Kemény (f) | Tathiana Garbin  | Iveta Benešová Barbora Záhlavová-Strýcová | 6–4, 6–4            |
| 4. | 2014. október 19. | BGL Luxembourg Open, Luxembourg             | Kemény (f) | Kristina Barrois | Lucie Hradecká Barbora Krejčíková         | 3–6, 6–4, [10–4]    |
| 5. | 2018. február 4.  | St. Petersburg Ladies Trophy, Szentpétervár | Kemény (f) | Vera Zvonarjova  | Alla Kudrjavceva Katarina Srebotnik       | 2–6, 6–1, [10–3]    |

#### Elveszített döntői (5)
|    | Dátum               | Torna                                            | Borítás    | Partner           | Ellenfelek a döntőben                  | Eredmény a döntőben |
| 1. | 2010. április 17.   | Barcelona Ladies Open, Barcelona                 | Salak      | Tathiana Garbin   | Sara Errani Roberta Vinci              | 1–6, 6–3, [2–10]    |
| 2. | 2010. július 25.    | Nürnberger Gastein Ladies, Bad Gastein           | Salak      | Tathiana Garbin   | Lucie Hradecká Anabel Medina Garrigues | 7–6(2), 1–6, [5–10] |
| 3. | 2016. augusztus 14. | 2016. évi nyári olimpiai játékok, Rio de Janeiro | Kemény     | Martina Hingis    | Jekatyerina Makarova Jelena Vesznyina  | 4–6, 4–6            |
| 4. | 2017. április 16.   | Ladies Open Biel Bienne, Biel                    | Kemény (f) | Martina Hingis    | Hszie Su-vej Monica Niculescu          | 7–5, 3–6, [7–10]    |
| 5. | 2018. július 22.    | Ladies Championship Gstaad, Gstaad               | Salak      | Lara Arruabarrena | Alexa Guarachi Desirae Krawczyk        | 6–4, 4–6, [6–10]    |

## WTA 125K-döntői

### Páros: 2 (1–1)
| Eredmény | Gy-V | Dátum             | Torna                  | Borítás    | Partner         | Ellenfelek                                 | Eredmény            |
| -------- | ---- | ----------------- | ---------------------- | ---------- | --------------- | ------------------------------------------ | ------------------- |
| Döntős   | 0–1  | 2018. november 5. | Limoges, Franciaország | Kemény (f) | Vera Zvonarjova | Veronyika Kugyermetova Galina Voszkobojeva | 5–7, 4–6            |
| Győztes  | 1–1  | 2019. június 8.   | Bol, Horvátország      | Salak      | Mandy Minella   | Cornelia Lister Renata Voráčová            | 0–6, 7–6(3), [10–4] |

## Eredményei Grand Slam-tornákon

### Egyéniben
| Grand Slam | Australian Open | Australian Open   | Roland Garros  | Roland Garros        | Wimbledon      | Wimbledon           | US Open  | US Open               |
| Év         | Eredmény        | Utolsó ellenfél   | Eredmény       | Utolsó ellenfél      | Eredmény       | Utolsó ellenfél     | Eredmény | Utolsó ellenfél       |
| 2005       | Selejtező (Q1)  | Selejtező (Q1)    | –              | –                    | –              | –                   | –        | –                     |
| 2007       | Selejtező (Q3)  | Selejtező (Q3)    | 2. kör         | Francesca Schiavone  | 1. kör         | Vera Dusevina       | 1. kör   | Nagyja Petrova        |
| 2008       | 2. kör          | Szánija Mirza     | 2. kör         | Patty Schnyder       | 2. kör         | Jelena Gyementyjeva | 3. kör   | Gyinara Szafina       |
| 2009       | –               | –                 | 2. kör         | Li Na                | 2. kör         | Marion Bartoli      | 2. kör   | Daniela Hantuchová    |
| 2010       | 1. kör          | Yvonne Meusburger | 2. kör         | Alexandra Dulgheru   | 1. kör         | Gallovits Edina     | 1. kör   | Cseng Csie            |
| 2011       | 1. kör          | Monica Niculescu  | –              | –                    | –              | –                   | –        | –                     |
| 2012       | –               | –                 | –              | –                    | –              | –                   | 1. kör   | Mallory Burdette      |
| 2013       | –               | –                 | Selejtező (Q1) | Selejtező (Q1)       | Selejtező (Q2) | Selejtező (Q2)      | –        | –                     |
| 2014       | –               | –                 | 2. kör         | Carla Suárez Navarro | 2. kör         | Marija Sarapova     | 2. kör   | Venus Williams        |
| 2015       | 3. kör          | Garbiñe Muguruza  | Elődöntő       | Serena Williams      | Negyeddöntő    | Garbiñe Muguruza    | 1. kör   | B. Záhlavová-Strýcová |
| 2016       | 2. kör          | Annika Beck       | Negyeddöntő    | Kiki Bertens         | 3. kör         | A Pavljucsenkova    | 2. kör   | Varvara Lepchenko     |
| 2017       | 3. kör          | Daria Gavrilova   | Elődöntő       | Jeļena Ostapenko     | 3. kör         | Agnieszka Radwańska | –        | –                     |
| 2018       | –               | –                 | –              | –                    | –              | –                   | 1. kör   | Aleksandra Krunić     |
| 2019       | 3. kör          | Garbiñe Muguruza  | Selejtező (Q2) | Selejtező (Q2)       | 1. kör         | Sloane Stephens     | 1. kör   | Caty McNally          |

### Párosban
| Grand Slam | Australian Open        | Australian Open                  | Roland Garros            | Roland Garros                    | Wimbledon                | Wimbledon                    | US Open                  | US Open                           |
| Év         | Eredmény Partner       | Utolsó ellenfél                  | Eredmény Partner         | Utolsó ellenfél                  | Eredmény Partner         | Utolsó ellenfél              | Eredmény Partner         | Utolsó ellenfél                   |
| 2008       | –                      | –                                | 2. kör Alizé Cornet      | A. Bondarenko K. Bondarenko      | 1. kör Alizé Cornet      | R. Kops-Jones A. Spears      | 1. kör Alizé Cornet      | D. Cibulková V. Razzano           |
| 2009       | –                      | –                                | –                        | –                                | –                        | –                            | 1. kör Alizé Cornet      | I. Benešová B. Záhlavová-Strýcová |
| 2010       | 2. kör Tathiana Garbin | Sz. Mirza V. Ruano Pascual       | 1. kör Tathiana Garbin   | B. Mattek-Sands Jen Ce           | 2. kör Tathiana Garbin   | S. Williams V. Williams      | 3. kör Tathiana Garbin   | L. Huber N. Petrova               |
| 2011       | 2. kör Tathiana Garbin | A. Dulgheru M. Rybáriková        | –                        | –                                | –                        | –                            | –                        | –                                 |
| 2012       | –                      | –                                | –                        | –                                | –                        | –                            | –                        | –                                 |
| 2013       | –                      | –                                | –                        | –                                | –                        | –                            | –                        | –                                 |
| 2014       | –                      | –                                | –                        | –                                | Selejtező(Q2)            | Selejtező(Q2)                | 1. kör Donna Vekić       | Csan Hao-csing Csan Jung-zsan     |
| 2015       | 1. kör J. Bejhelzimer  | Silvia Soler M.T. Torró Flor     | 2. kör Csuang Csia-zsung | Andrea Hlaváčková Lucie Hradecká | 1. kör Csuang Csia-zsung | Mona Bartel L. Kicsenok      | 2. kör Csuang Csia-zsung | Martina Hingis Szánija Mirza      |
| 2016       | –                      | –                                | –                        | –                                | –                        | –                            | –                        | –                                 |
| 2017       | –                      | –                                | –                        | –                                | –                        | –                            | –                        | –                                 |
| 2018       | –                      | –                                | –                        | –                                | –                        | –                            | 3. kör Vera Zvonarjova   | Samantha Stosur Csang Suaj        |
| 2019       | 1. kör Vera Zvonarjova | Kirsten Flipkens Johanna Larsson | –                        | –                                | 1. kör Bernarda Pera     | A Szasznovics Leszja Curenko |                          |                                   |

## ITF-döntői

### Egyéni

#### Győzelmei (13)
| No. | Dátum                | Helyszín            | Borítás    | Ellenfél a döntőben     | Eredmény      |
| 1.  | 2003. augusztus 10.  | Wrexham             | Kemény     | Karen Paterson          | 6–0, 6–3      |
| 2.  | 2004. április 11.    | Dinan               | Salak (f)  | Cipórá Obzíler          | 6–2, 6–1      |
| 3.  | 2004. augusztus 15.  | Martina Franca      | Salak      | Bahia Mouhtassine       | 6–4, 6–4      |
| 4.  | 2006. április 9.     | Dinan               | Salak (f)  | Jaroszlava Svedova      | 4–6, 7–5, 6–2 |
| 5.  | 2006. május 21.      | Saint Gaudens       | Salak      | Ivana Abramović         | 7–5, 6–4      |
| 6.  | 2007. április 29.    | Cagnes-sur-Mer      | Salak      | Tatjana Malek           | 6–4, 6–1      |
| 7.  | 2012. július 7.      | Rovereto            | Salak      | Anne Schäfer            | 6–0, 6–2      |
| 8.  | 2012. szeptember 16. | Mont-de-Marsan      | Salak      | Teliana Pereira         | 6–2, 3–6, 6–2 |
| 9.  | 2012. október 28.    | Brazíliaváros       | Salak      | Raluca Olaru            | 7–5, 6–2      |
| 10. | 2013. július 21.     | Contrexeville       | Salak      | Beatriz García Vidagany | 6–1, 6–1      |
| 11. | 2014. január 26.     | Andrézieux-Bouthéon | Kemény     | Ysaline Bonaventure     | 6–1, 6–1      |
| 12. | 2014. február 16.    | Tallinn             | Kemény     | Anett Kontaveit         | 6–3, 6–3      |
| 13. | 2018. november 4.    | Nantes              | Kemény (f) | Amandine Hesse          | 6–4, 3–6, 6–1 |

## Év végi világranglista-helyezései
| Év     | 2003 | 2004 | 2005 | 2006 | 2007 | 2008 | 2009 | 2010 | 2011 | 2012 | 2013 | 2014 | 2015 | 2016 | 2017 | 2018 | 2019 | 2020 |
| Egyéni | 455. | 247. | 392. | 121. | 123. | 53.  | 54.  | 51.  | 242. | 185. | 285. | 48.  | 12.  | 15.  | 39.  | 241. | 125. | 301. |
| Páros  | –    | 584. | 393. | 241. | 171. | 180. | 107. | 37.  | 347. | 125. | 531. | 138. | 143. | 209. | 181. | 93.  | 155. | 281. |